# Mark Lilla
Mark Lilla (ur. 1956 w Detroit) – amerykański filozof, historyk idei i publicysta, profesor Uniwersytetu Columbia w Nowym Jorku i innych prestiżowych uczelni w USA.

## Życiorys
W 1978 uzyskał tytuł Bachelor of Arts w University of Michigan. W 1980 otrzymał tytuł magistra polityki publicznej (Master of Public Policy) w Uniwersytecie Harvarda, w której to uczelni w 1990 nadano mu stopień doktora filozofii (Ph.D.). Był profesorem Uniwersytetu Nowojorskiego i Uniwersytetu Chicagowskiego. W 2007 został profesorem nauk humanistycznych (Professor of the Humanities) Uniwersytetu Columbia w Nowym Jorku. Otrzymał stypendia the Russell Sage Foundation, Institut d’études avancées w Paryżu, the Rockefeller Foundation Bellagio Center, the Guggenheim Foundation, the Institute for Advanced Study (Princeton), and the American Academy in Rome. 
Jest autorem wielu publikacji, w tym książkowych. W swoich dziełach podejmuje w szczególności zagadnienia natury filozoficznej i politologicznej. Tłumaczone one były na ponad 12 języków. W języku polskim ukazały się: Lekkomyślny umysł. Intelektualiści w polityce (Warszawa 2006), Bezsilny Bóg. Religia, polityka i nowoczesny Zachód (Warszawa 2009) oraz Koniec liberalizmu, jaki znamy (Warszawa 2018).
Otrzymał wiele nagród za osiągnięcia intelektualne. W 1995 został kawalerem francuskiego Orderu Palm Akademickich.

## Wybrane publikacje
- The Once and Future Liberal: After Identity Politics (2017, wydanie polskie: Koniec liberalizmu, jaki znamy, tłum. Łukasz Pawłowski, Wydawnictwo: Fundacja Kultura Liberalna, seria: Biblioteka Kultury Liberalnej, Warszawa 2018)
- The Shipwrecked Mind: On Political Reaction (2016)
- The Stillborn God: Religion, Politics, and the Modern West (2007, wydanie polskie: Bezsilny Bóg. Religia, polityka i nowoczesny Zachód, tłum. Jarosław Mikos, Wydawnictwo: W.A.B., seria: Seria z Wagą, Warszawa 2009)
- The Reckless Mind: Intellectuals in Politics (2001, wydanie polskie: Lekkomyślny umysł. Intelektualiści w polityce, tłum. Janusz Margański, Wydawnictwo: Prószyński i S-ka, Warszawa 2006)
- G.B. Vico: The Making of an Anti-Modern (1993)[2][3]